# Kamila Ceran
Kamila Ceran – polska dziennikarka. W latach 2012–2025 redaktorka naczelna Tok FM.

## Życiorys
W styczniu 1991 zaczęła pracę w Radiu Zet. Początkowo była redaktorką wydań Wiadomości Radia Zet, następnie w latach 1994-1997 korespondentką zagraniczną z Wielkiej Brytanii i Francji. W 2001 awansowała na dyrektorkę informacji Radia Zet, a w 2007 na dyrektorkę informacji grupy Eurozet. Swoją funkcję pełniła do końca marca 2009.
W kwietniu 2012 została redaktorką naczelną Radia Tok FM i pełniła tę funkcję do końca lutego 2025. 
W marcu 2023, po objęciu przez Agorę udziałów większościowych w grupie Eurozet, została dyrektorką zarządzającą obszarem informacji i publicystyki, odpowiedzialną za przygotowanie strategii wykorzystania potencjału informacyjnego obu firm.
Od 2023 jest wiceprzewodniczącą Rady Polskich Mediów.